# 118年
| 千纪： | 1千纪                                                                                           |
| 世纪： | 1世纪 \| 2世纪 \| 3世纪                                                                         |
| 年代： | 80年代 \| 90年代 \| 100年代 \| 110年代 \| 120年代 \| 130年代 \| 140年代                         |
| 年份： | 113年 \| 114年 \| 115年 \| 116年 \| 117年 \| 118年 \| 119年 \| 120年 \| 121年 \| 122年 \| 123年 |
| 纪年： | 戊午年（马年）；东汉元初五年                                                                    |

## 大事记
- 永昌郡（雲南保山）、益州郡（雲南晉寧）、蜀郡（四川成都）夷人，都响应封離反东汉，聚眾三十萬，焚掠二十餘縣。
- 度遼將軍鄧遵募羌酋雕何，刺殺先零羌酋長狼莫，諸羌瓦解。
- 任尚與鄧遵爭功，鄧遵為太后鄧绥堂弟，漢安帝劉祜遂斬任尚。

## 各国领袖

### 非洲
- 库施
  - 国王：Tamelerdeamani（114年－134年）

### 亚洲
- 中国
  - 东汉：
    - 皇帝：汉安帝（106年－125年）
- 朝鲜
  - 百济：
    - 国王：己娄王（77年－128年）

  - 高句丽：
    - 国王：太祖王（53年－146年）

  - 新罗：
    - 国王：祗摩尼师今（112年－134年）

### 欧洲
- 高加索伊比里亚
  - 国王：法斯曼二世（116年－142年）
- 罗马帝国
  - 皇帝：哈德良（117年－138年）

### 中东
- 奥斯若恩
  - 国王：
    1. 空缺（116年－118年）
    2. 联合统治：

    -       - Yalur（118年－122年）
      - Parthamaspates（118年－123年）
- 安息
  - 国王（政权对立）：
    - 沃洛吉斯三世（105年－147年）
    - 奥斯罗埃斯一世（105年－129年）

## 出生
- 陳球 (東漢)（118年－179年），字伯真，下邳郡淮浦县（今江苏省涟水县）人，东汉司空

## 逝世
- 任尚，東漢护羌校尉
- 狼莫，先零羌首领。
- 劉憲 (中山王)，汉光武帝刘秀之孙，中山简王刘焉之子，中山夷王